# Haplonerita maculata
Haplonerita maculata är en fjärilsart som beskrevs av De Toulgoët 1988. Haplonerita maculata ingår i släktet Haplonerita och familjen björnspinnare. Inga underarter finns listade i Catalogue of Life.